# Frédéric II de Lorraine
Pour les articles homonymes, voir Frédéric II et Frédéric de Lorraine.
Frédéric II, né vers 995, mort vers 1026, fut comte de Bar et duc de Haute-Lotharingie (ou de Lorraine), mais associé à son père, qui lui survécut. Il était fils de Thierry Ier, comte de Bar et duc de Haute-Lotharingie et de Richilde de Lunéville.

## Biographie
Son père l'associa en 1019 au gouvernement du duché. À la mort de l'empereur Henri II en 1024, il se révolta avec Ernest II, duc de Souabe, contre son successeur Conrad II, mais finit par faire allégeance. Il mourut en 1026.

## Mariage et descendance

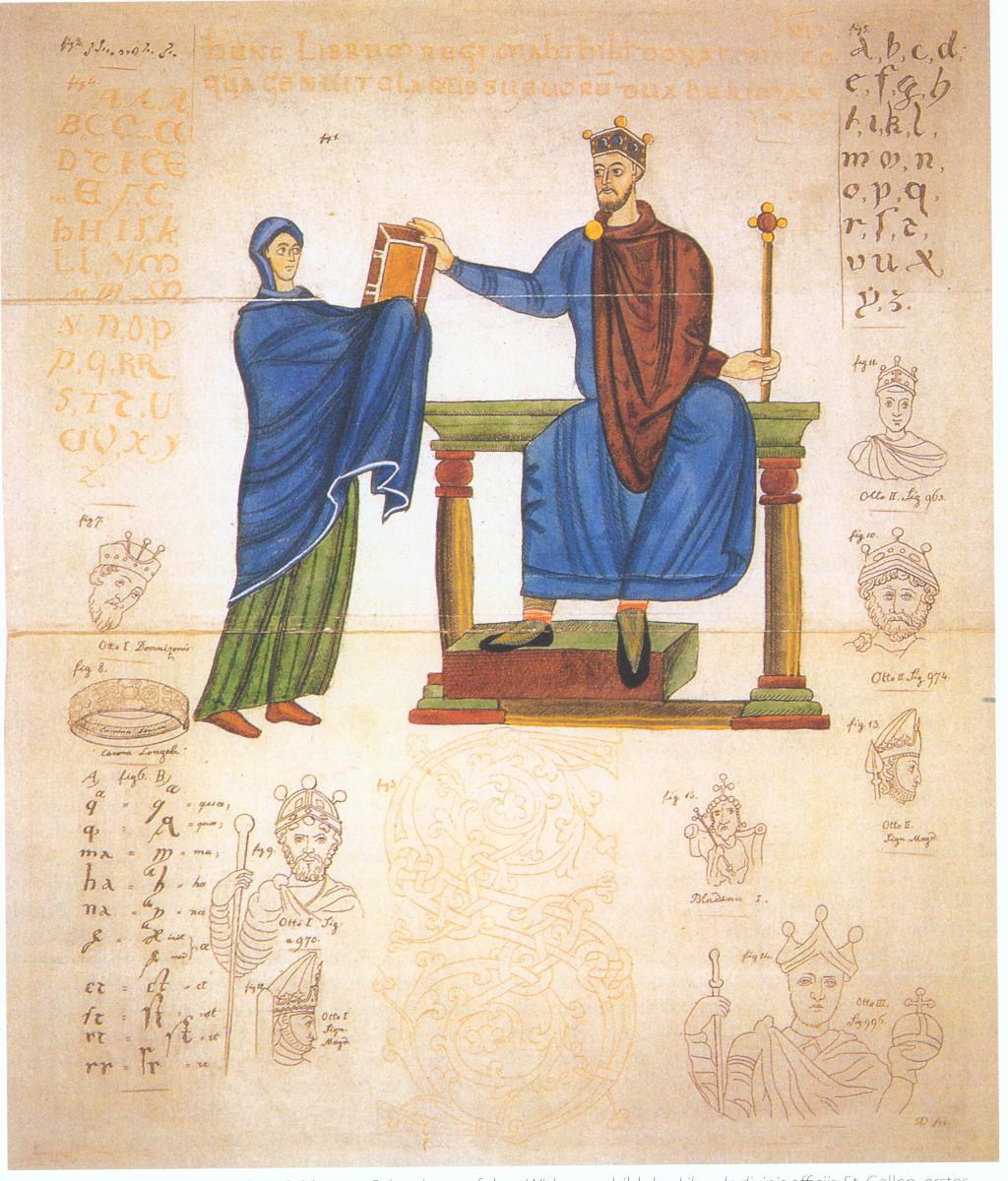
Mathilde de Souabe offrant le manuscrit Liber officiorum à Mieszko II. Enluminure, entre 1000 et 1025.

Il avait épousé Mathilde de Souabe (v. 988-1031/1032), fille d'Hermann II de Wetterau, duc de Souabe et de Gerberge de Bourgogne, sœur de Gisèle, épouse du duc Henri II de Bavière, et eut :
- Sophie (1018 † 1093), comtesse de Bar et de Mousson, mariée en 1037 à Louis († 1073), comte de Montbéliard ;

- Frédéric III (1020 † 1033), comte de Bar, duc de Lorraine ;

- Béatrice († 1076), mariée en 1037 à Boniface III, marquis de Toscane († 1052), puis en 1054 à Godefroy II († 1069), duc de Basse-Lotharingie. Elle est la mère de Mathilde de Toscane.

### Sources
- Friedrich II. Herzog von Ober-Lothringen (1019-1026/27) Graf von Bar.
- (de) « Friedrich II. Herzog von Oberlothringen », sur geni.com (consulté le 12 décembre 2017).